# Championnats d'Afrique d'aviron 2010
Navigation
Édition précédente Édition suivante
Les championnats d'Afrique d'aviron 2010, septième édition des championnats d'Afrique d'aviron, ont lieu du 1er au 3 juillet 2010 à Tunis, en Tunisie. 13 nations participent à la compétition.
L'Égypte domine la compétition avec sept médailles d'or et six d'argent. Le pays organisateur, la Tunisie, se classe à la 2e place avec trois médailles d'or, quatre d'argent et six de bronze, la 3e place revenant à l'Algérie avec deux médailles d'or, deux d'argent et six de bronze.

## Médaillés
Parmi les médaillés de cette édition, on compte, :

### Médaillés seniors

#### Hommes
- Mohamed Amine Ben Gamra (TUN), médaillé de bronze en skiff ;
- Aymen Mejri (TUN), médaillé d'or en skiff poids légers ;
- Sobhi Khardani et Chamseddine El Ichi (TUN), médaillés d'argent en deux de couple poids légers ;
- Abderrazek Kahia, Bilel Aouididi, Sobhi Khardan et Chamseddine El Ichi (TUN), médaillés de bronze en quatre de couple poids légers ;
- Sahbi Khardani et Chamseddine El Ichi (TUN), médaillés de bronze en deux de couple.

#### Femmes
- Raja Mansour (TUN), médaillée d'argent en skiff ;
- Sarra Trabelsi et Raja Mansour (TUN), médaillées de bronze en deux de couple poids légers ;
- Racha Soula et Rahma Gharbi (TUN), médaillées de bronze en deux de couple.

### Médaillés juniors

#### Hommes
- Mohamed Fares Laouiti et Mohamed Aziz Bahri (TUN), médaillés d'or en deux de couple juniors ;
- Mohamed Fares Laouiti (TUN), médaillé d'argent en skiff junior ;
- Tarek El Ghoul, Houceme Dachraoui, Mohamed Aziz Bahri et Mohamed Amine Ben Gamra (TUN), médaillés d'argent en quatre de couple juniors.

#### Femmes
- Sarra Trabelsi (TUN), médaillée d'or en skiff juniors ;
- Rahma Gharbi (TUN), médaillée de bronze en skiff juniors.